# Thomas Osborne (1. książę Leeds)
Thomas Osborne, 1. książę Leeds (ur. 20 lutego 1632, zm. 26 lipca 1712) – brytyjski arystokrata i polityk. Nazywany wicehrabią Osborne, hrabią Danby i markizem Carmarthen. 4 marca 1694 został 1. księciem Leeds.
Był synem Edward’a Osborne’a 1. Baroneta i Anne Walmesley. W 1651 ożenił się z Bridget Bertie, mieli siedmioro dzieci.  